# 快捷通巴士

吉隆坡快捷通巴士标志

快捷通巴士是營運於馬來西亞巴生谷（包括雪蘭莪及吉隆坡）、檳城、关丹、霹雳的公共巴士服務，快捷通巴士由马来西亚国家基建公司擁有，並由其全資子公司快捷通巴士私人有限公司（Rapid Bus Sdn Bhd）營運，屬於吉隆坡快捷通（Rapid KL）品牌名稱旗下的公共交通服務之一，而旗下另一項公共交通服務為快捷通軌道（Rapid Rail）。快捷通巴士是馬來西亞最大的公共巴士營運商。
- 吉隆坡快捷通巴士：負責營運巴生谷的巴士服務，目前經營超過200條路線，覆蓋1000多個住宅小區，並為快捷通軌道和捷运提供接駁巴士服務。
- 檳城快捷通巴士（Rapid Penang）：負責營運檳島和威省的巴士服務，目前經營约50條路線。
- 關丹快捷通巴士（Rapid Kuantan）：負責營運彭亨州關丹市內的巴士服務，目前經營12條路線。
- 甘文丁快捷通巴士（Rapid Kamunting) : 負責營運甘文丁和太平的巴士服務，已终止服务
- 曼绒快捷通巴士（Rapid Manjung）：于2018年3月投入运作[2]，已终止服务

## 巴士车辆
截至目前為止快捷通巴士车辆共包括1,400輛。

### 單層巴士
- 亞歷山大丹尼士Enviro 200 80輛
- 比亞迪K9 15輛
- 東風DHZ6120RC2
- 金龍IC
- 日野SKS
- 猛獅18.280 150輛
- 富豪B7RLE

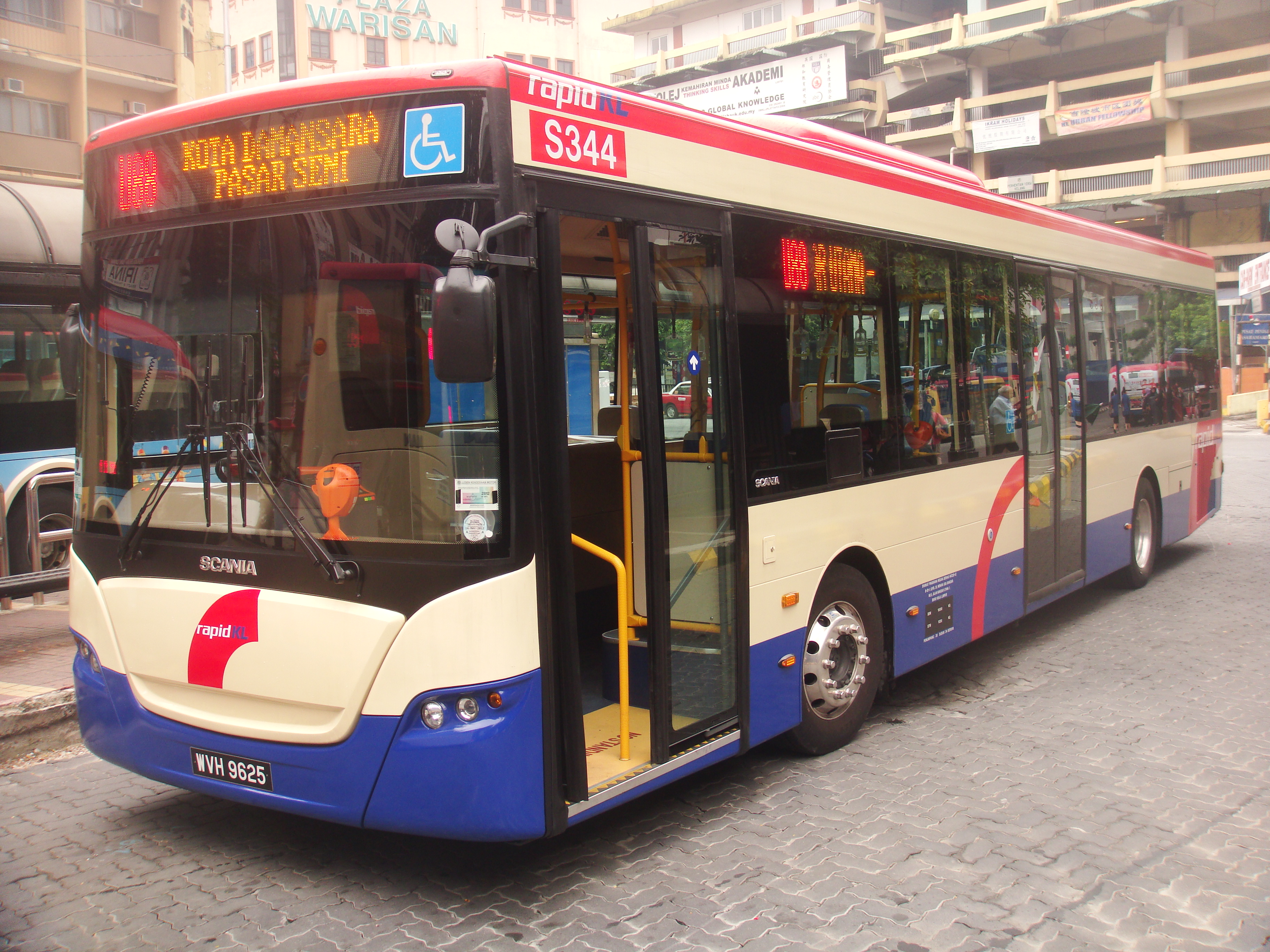
吉隆坡快捷通巴士的斯堪尼亞K270UB

- 斯堪尼亞K230UB/K270UB 共830輛，其中是快捷通巴士，吉隆坡快捷通巴士，檳城快捷通巴士，關丹快捷通巴士，甘文丁快捷通和曼绒快捷通巴士

### 雙層巴士
- 亞歷山大丹尼士Enviro 500 MMC 90輛
- 富豪B8L 40輛

## 外部連結
- 快捷通官网 （页面存档备份，存于）